# Врътовче
Врътовче (на словенски: Vrtovče) е село в Словения, регион Горишка, община Айдовшчина. Според Националната статистическа служба на Република Словения през 2015 г. селото има 113 жители.